# Evangelisch-lutherische Kirche in Venedig

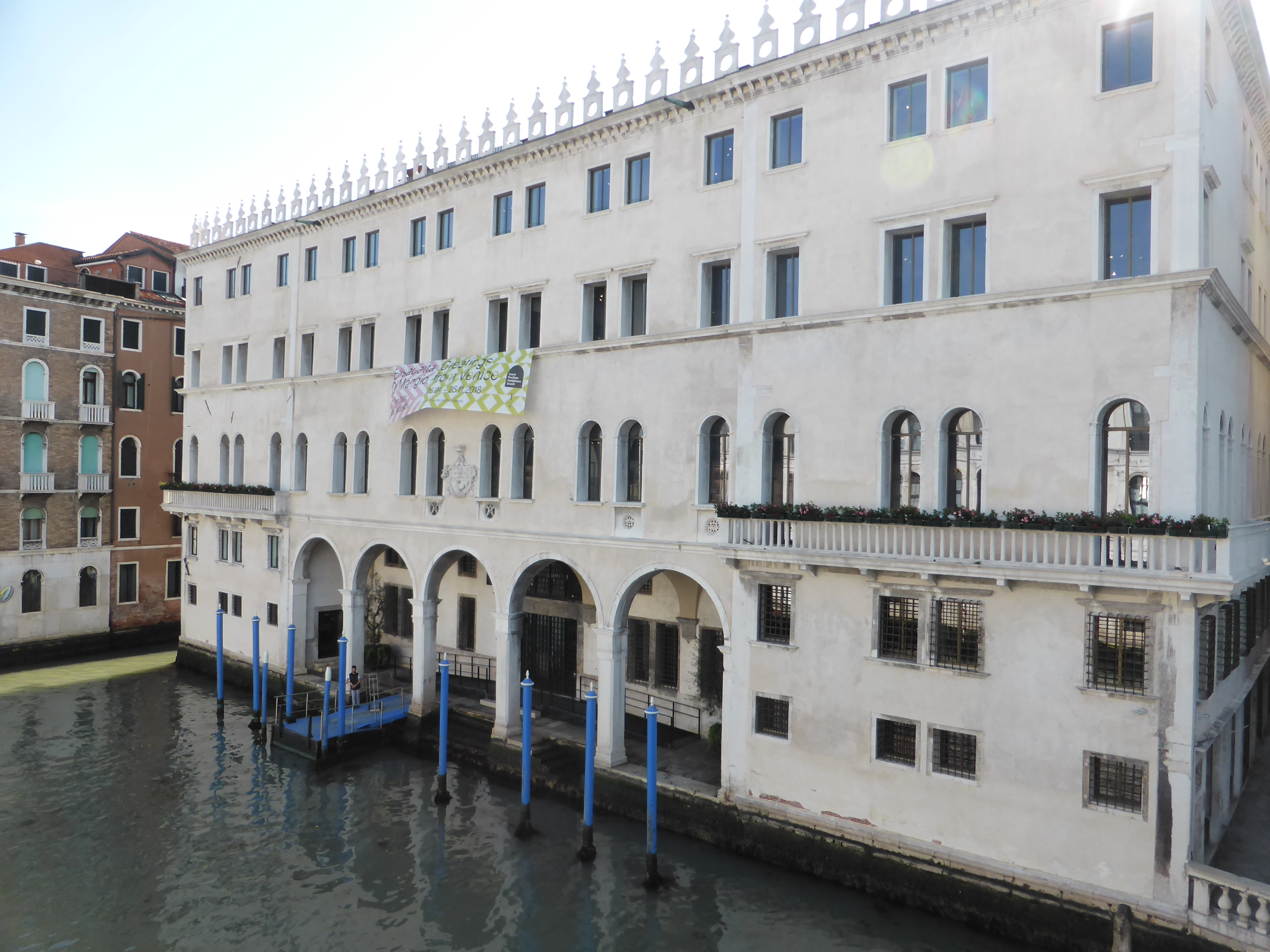
Eingang des Fondaco dei Tedeschi, Canale Grande.

Die Evangelisch-lutherische Kirche in Venedig (Chiesa Luterana di Venezia) geht bis in die Reformationszeit zurück, wandelte sich aber unter dem Druck der Inquisition von einer italienischen reformatorischen Bewegung zu einer hermetisch abgeschlossenen Vereinigung oberdeutscher Fernkaufleute.

## Reformatorische Bewegung
Venedig war ein Zentrum des Buchdrucks, und deshalb wurden Martin Luthers Schriften schon sehr früh in der Lagunenstadt bekannt. 1520 wurden sie hier erstmals beschlagnahmt; 1548 wurden in der Druckerei Antonio Bruciolis „die Bücher ballenweise konfisziert und später öffentlich auf dem Rialtoplatz verbrannt.“ Aus den Akten der Inquisition sind auch Leser bekannt; ein Beispiel: „Die adelige Venezianerin Foscarina Venier (die Dichterin) und ihr Sohn Francesco hatten die Schriften von Martin Luther gelesen, libros et opera Martini Lutheri et aliorum hereticorum pluries legerunt, und mußten nun um Absolution bitten.“ In Venedig gab es ein humanistisches Milieu, in dem Luthers Anliegen von vielen geteilt wurden – ohne besondere Berufung auf die Person Luthers. So traf sich ein Kreis junger Adliger zur gemeinsamen Lektüre des griechischen Neuen Testaments.
Viele Sympathisanten hatte Luther in der Niederlassung seines Ordens, dem Augustiner-Eremitenkloster mit der Kirche S. Stefano. Andrea Baura (Andrea da Ferrara), ein Mitglied des Konvents, predigte am Weihnachtstag 1520 vom Balkon des Palazzo Loredan zu einer Menge, die sich auf dem Campo Santo Stefano versammelt hatte. Da er den Papst kritisierte, hielt man ihn allgemein für einen Lutheraner.
Mit einem Brief, datiert auf den 13. Juni 1543, wandte sich Luther direkt an die Evangelischen in Venedig, Vincenza und Treviso. Die Adressaten waren Italiener. Entscheidend für die Zukunft dieser Gemeinde war, dass Luther ihnen keine politische Unterstützung, etwa durch den Schmalkaldischen Bund, vermitteln konnte. Bis 1550 gelang es der Inquisition, alle evangelischen Netzwerke in Venedig zu zerschlagen. Viele flohen nach Deutschland oder in die Schweiz; einige, die blieben, wurden zu Märtyrern. Sie wurden als Ketzer in der Lagune ertränkt, wie 1556 der Franziskanerprovinzial Baldo Lupetino, 1562 der Franziskaner Bartolomeo Fonzi.

## Im Fondaco dei Tedeschi

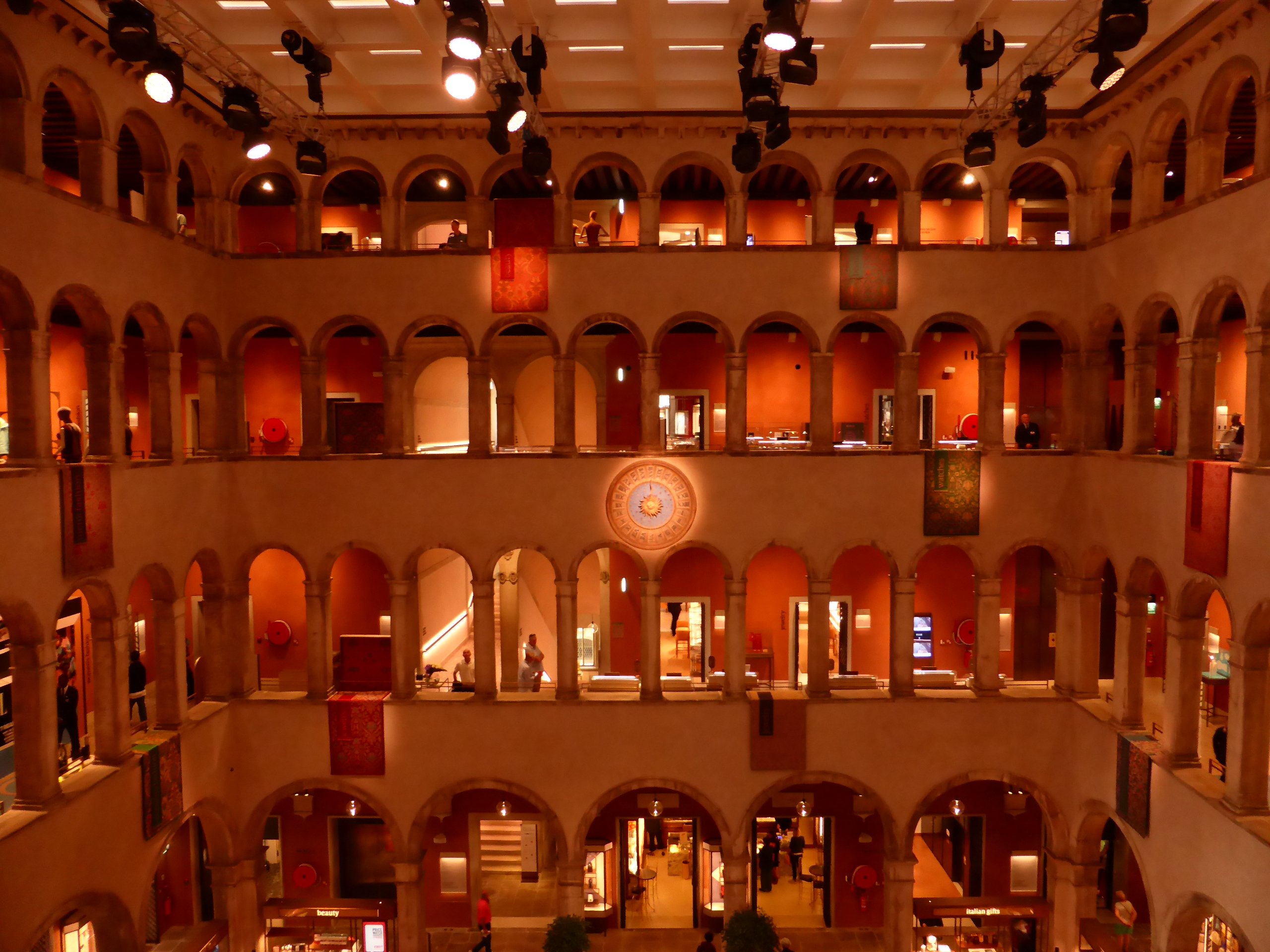
Fondaco dei Tedeschi, Innenhof, heutiger Zustand

Der Fondaco dei Tedeschi bot als ein deutscher Mikrokosmos den dort wohnenden Kaufleuten die Möglichkeit, auf ihre Art zu leben; das betraf auch Formen privater Frömmigkeit und gemeinsame Gottesdienste. Dabei setzten sich die oberdeutschen, lutherischen Kaufleute als dominante Fraktion durch, was sich an den Konflikten um den Kölner Handelsmann Abraham Spillieur zeigen lässt. Spillieur war eine prominente Gestalt in der reformierten Gemeinde Venedigs. Diese gründete sich 1647, musste ihre Gottesdienste aber in Privathäusern im Stadtgebiet feiern. Dadurch war es für die Inquisition relativ leicht, das reformierte Gemeindeleben zu unterdrücken; was auch geschah.

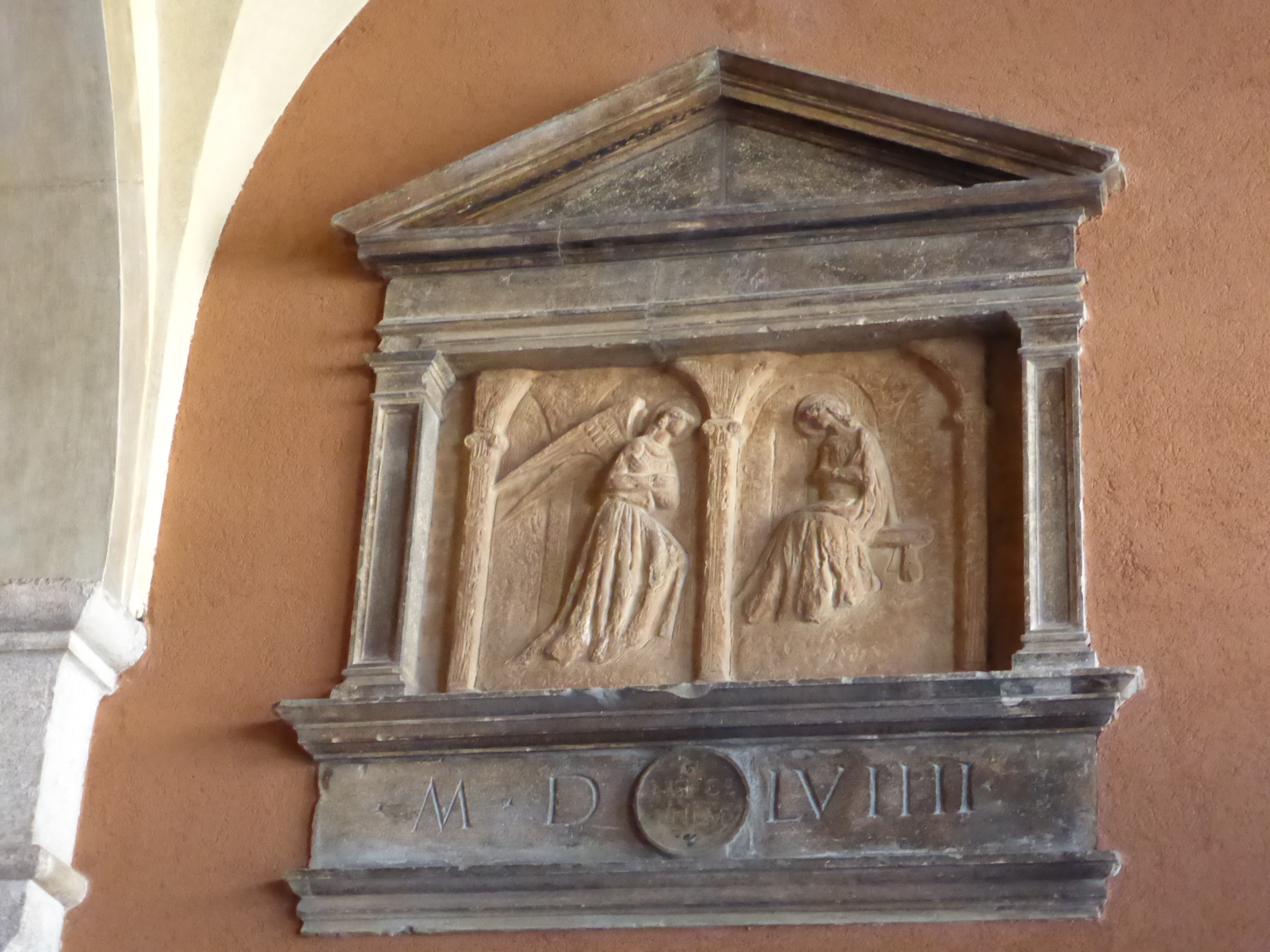
Baudetail im Fondaco dei Tedeschi: Relief mit Mariae Verkündigung, 1559

### Gottesdienste
Bereits 1524 waren die Kaufleute im Fondaco denunziert worden, sie hielten häretische Zusammenkünfte ab. 1581 erfuhr der päpstliche Nuntius durch Informanten, die er innerhalb des Fondaco hatte, von den rund 900 Deutschen seien kaum noch 200 Katholiken.
Seit 1646 erscheint die „Nazione Alemanna“ als Mieterin der beiden Räume Nr. 81 und 82 im Fondaco. Dieses Jahr markiert wahrscheinlich auch den Beginn regelmäßiger Gottesdienste in diesen Räumen, wie sie für die spätere Zeit bezeugt sind.
Die Bewohner des Fondaco waren gut beraten, nichts Schriftliches über ihren lutherischen Glauben zu hinterlassen, was der Inquisition in die Hände spielen konnte. Die Historiker sind daher angewiesen auf Akten der Behörden. Am 20. März 1654 beispielsweise zeigte der päpstliche Nuntius beim Senat an, dass Johann Georg Renier aus Augsburg am Sonntag regelmäßig im Fondaco „seine verdammte Lehre“ predigte, und dazu auch Besucher aus dem Stadtgebiet in den Fondaco kamen. Renier, Sekretär des Barons Degenfeld (eines Feldherrn in venezianischen Diensten) wurde daraufhin aus der Stadt verwiesen.

### Lebensstil
Die lutherischen Fernkaufleute traten um 1581 im Fondaco recht selbstbewusst auf: „Sie besitzen häretische Bücher, essen an Fasttagen Fleisch, machen sich ihre eigenen Gedanken über Religion (ragionavano come a loro piaceva delle cose della religione), und wenn sich einer als Katholik zu erkennen gibt, machen sie sich über ihn lustig.“ Der Versuch eines Jesuiten, mit ihnen bei Tisch über den Glauben ins Gespräch zu kommen, wurde abgewiesen mit der Begründung, sie könnten das Evangelium selbständig lesen. Die Nichtbeachtung der Fastentage geschah wenig diskret: 1592 hieß es, man könne vom Canale Grande aus beobachten, wie sich die Fleischspieße drehten.

### Kirchenordnung
Die Regeln, die sich die Lutheraner im Fondaco gaben, sind nur in einer Abschrift von 1705 erhalten. Die Kirchenmitglieder waren verpflichtet, über die Zusammenkünfte Stillschweigen zu bewahren. Der Weg zum Gottesdienst und der Heimweg musste so gestaltet werden, dass keine Gruppe von Kirchgängern erkennbar wurde. Das Personal im Fondaco wurde nach Hause geschickt, vor der Tür der Gottesdiensträume wurden zwei Gemeindeglieder als Wache postiert. Es war kompliziert, als Mitglied der Gemeinde zugelassen zu werden. Johann Caspar Goethe gelang es 1740 nicht, „der heiligen Versammlung auch nur ein einziges Mal beizuwohnen,“ obwohl er den beiden Predigern gut bekannt war, „weil man fürchtet, entdeckt zu werden.“ Die Gemeinde bestand damals aus 24 Familien; jeder Neuzugang musste der Republik Venedig gemeldet werden.

### Amtshandlungen
Kindstaufen nahmen die römisch-katholischen Geistlichen im Stadtgebiet vor; Probleme konnten dadurch entstehen, dass sie auf katholischen Paten bestanden. 1759 wurde erstmals die Taufe eines Kindes verweigert, weil die Paten evangelisch waren. Die „Nazione Alemanna“ reichte beim Senat Beschwerde ein, da ja ein nicht getauftes Kind kein Mitglied der bürgerlichen Gemeinde werden konnte. Der Senat erlaubte daraufhin die Zulassung evangelischer Taufzeugen.

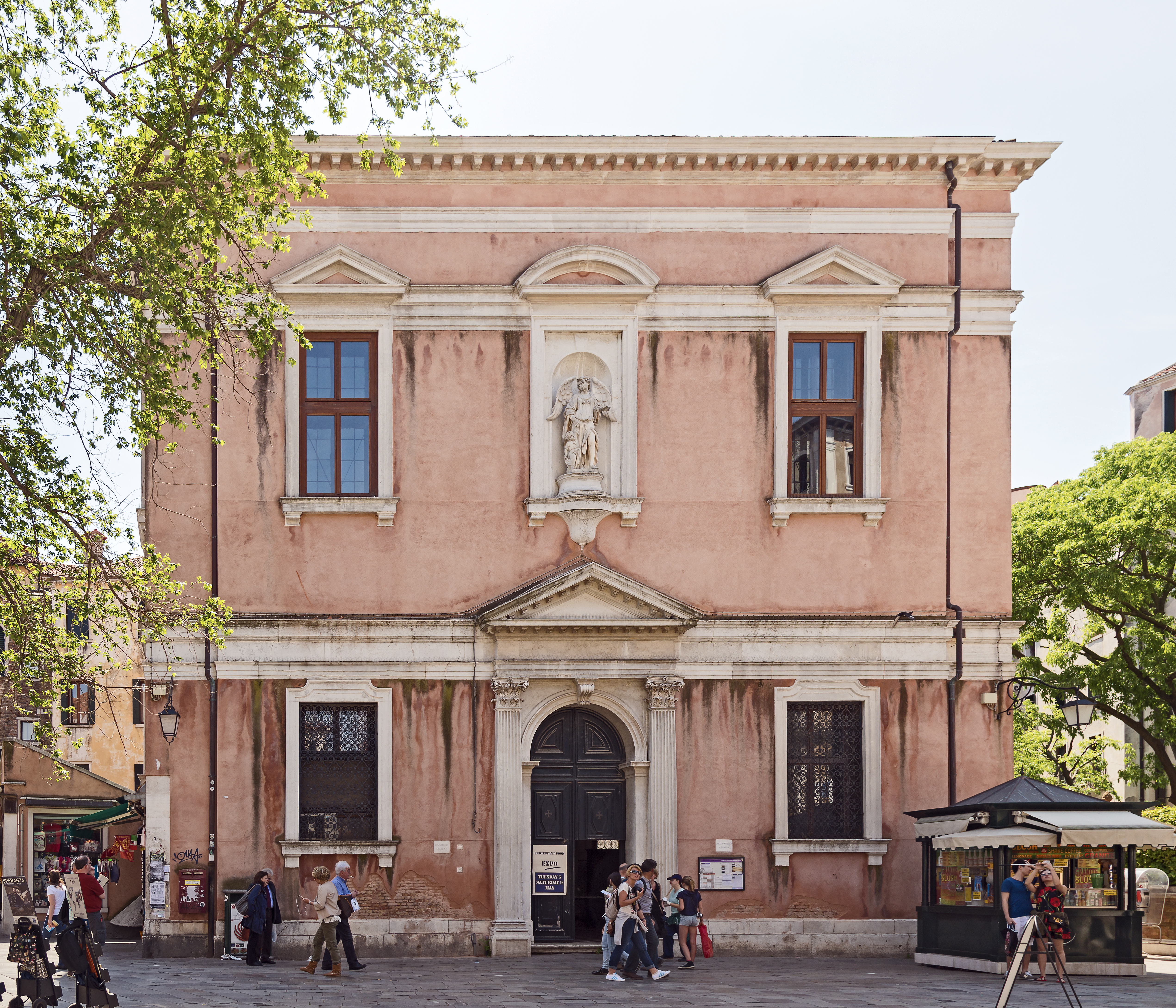
Seit 1812 evangelisch-lutherische Kirche, seit 1866 mit geöffnetem Haupteingang: Scuola dell’Angelo Custode.

## Rechtliche Gleichstellung
Per Dekret vom 5. Mai 1806 wurde die lutherische Kirche der katholischen gleichgestellt, gemäß dem Code Napoleon. Sie konnte von nun an als eigenes Rechtssubjekt auftreten, sah sich aber vielen Schikanen ausgesetzt. So wurde ihr Friedhof bei Erdarbeiten verwüstet. Nach Auflösung des Fondaco suchte die Gemeinde lange erfolglos ein Kirchengebäude; erst 1812 gelang es, das Gebäude der frommen Bruderschaft Scuola dell’ Angelo Custode anzumieten, später zu kaufen. Doch wurde der Haupteingang dauerhaft verschlossen; die Gottesdienstbesucher mussten ihre Kirche durch den seitlich versteckten Nebeneingang betreten.
Ein Ende fanden diese Sonderregelungen mit dem Anschluss Venedigs an das Königreich Italien. König Vittorio Emanuele selbst erteilte anlässlich eines Venedigbesuchs den lutherischen Christen die Erlaubnis, ihre Kirche durch den Haupteingang zu betreten.

## Gegenwart
Mit rund 80 Gemeindegliedern ist die lutherische Gemeinde in Venedig sehr klein. Als Kirche dient ihr bis heute das 1813 erworbene Gebäude. Kurz vor den Feierlichkeiten zum Jubiläum „Lutheraner in Italien: Fünf Jahrhunderte in Venedig – 200 Jahre am Campo Ss. Apostoli“ stürzten im Sommer 2012 große Stücke der Decke herab, wahrscheinlich in Folge eines Erdbebens in der Emilia-Romagna, das auch in Venedig noch zu spüren war. Nach umfassender Renovierung wurde die Kirche am 13. Oktober 2013 mit einem Festgottesdienst wieder in Gebrauch genommen.
Am 25. Dezember 2017 fand in der lutherischen Kirche von Venedig ein ökumenischer Weihnachtsgottesdienst statt, der vom Fernsehsender RAI 2 sowie über Eurovision übertragen wurde. Außer Gemeindepfarrer Bernd Prigge nahmen Evangelos Yfantidis, Vikar der Erzdiözese der Orthodoxen Kirche Italien und Malta, Francesco Moraglia, katholischer Patriarch von Venedig, und Davide Mozzato, Pastor der Siebenten-Tags-Adventisten, daran teil.